# Óscar Naranjo Jara
Óscar Alfredo Naranjo Jara (Rancagua, 3 de abril de 1905-Curicó, 18 de diciembre de 1963) fue un profesor y político chileno, militante del Partido Socialista de Chile (PS). Fue diputado entre 1952 y 1963.

## Biografía
Nació en Rancagua, el 3 de abril de 1905, hijo de Ricardo Naranjo Vergara y de Isolina Jara.
Se casó el 28 de febrero de 1929, con Ema Arias Ortega, matrimonio del cual nacieron dos hijos, uno de ellos Óscar Naranjo Arias, quien también fue diputado. Años más tarde, se casó en segundo matrimonio con Rosa María Molina Pavez, en Curicó, el 15 de noviembre de 1962.
Realizó sus estudios en el Liceo de Hombres de Rancagua. Ingresó al Instituto Pedagógico de la Universidad de Chile donde se tituló de profesor de Biología y de Química. Se dedicó a la labor docente, como profesor del Liceo de Hombres de Curicó, donde creó el primer laboratorio de química en un colegio público del país. En 1953 fue profesor del Liceo N.º 8 de Santiago. Fue fundador de la Biblioteca y del Liceo Nocturno de Curicó.
Falleció en Curicó el 18 de diciembre de 1963 producto de un cólico hepático.

## Carrera política
En 1933 ingresó al Partido Socialista de Chile, y fundador del mismo en la provincia de Curicó. Fue elegido regidor de la Municipalidad de Curicó, entre 1943-1946; y alcalde en el período 1947-1950.
Fue elegido diputado por la Undécima Agrupación Departamental, Curicó y Mataquito, período 1953- 1957; integró la Comisión Permanente de Educación Pública. Fue reelecto diputado por la misma Agrupación, período 1961-1965; integró la Comisión Permanente de Educación; y la de Defensa Nacional. Falleció en el ejercicio de su cargo en diciembre de 1963; el 22 de abril de 1964 juró en su reemplazo, su hijo, Óscar Naranjo Arias, quien fue protagonista de una decisiva victoria electoral llamada «Naranjazo», en las elecciones complementarias realizadas para tales efectos.